# The Wishing Ring Man
The Wishing Ring Man er en amerikansk stumfilm fra 1919 af David Smith.

## Medvirkende
- Bessie Love som Joy Havenith
- J. Frank Glendon som John Hewitt
- Jean Hathaway som Hewitt
- Claire Du Brey som Gale Maddox
- Truman Van Dyke som Clarence Rutherford